# Campoletis aprilis
Campoletis aprilis là một loài tò vò trong họ Ichneumonidae.